# ATP Challenger Chikmagalur
Der ATP Challenger Chikmagalur (offiziell: Coffee Cup Challenger) war ein Tennisturnier, das 2006 einmal in Chikmagalur (Chikkamagaluru), Indien, stattfand. Es gehörte zur ATP Challenger Tour und wurde in der Halle auf Hartplatz gespielt.

## Liste der Sieger

### Einzel
| Jahr | Sieger          | Finalgegner      | Ergebnis |
| ---- | --------------- | ---------------- | -------- |
| 2006 | Danai Udomchoke | Toshihide Matsui | 7:5, 6:4 |

### Doppel
| Jahr | Sieger                                | Finalgegner                 | Ergebnis |
| ---- | ------------------------------------- | --------------------------- | -------- |
| 2006 | Sanchai Ratiwatana Sonchat Ratiwatana | Lu Yen-hsun Danai Udomchoke | 6:3, 6:2 |